# DORIS
DORIS (ang. Doppler Orbitography and Radiopositioning Integrated by Satellite) – satelitarny system oparty na zjawisku Dopplera. Można nazwać ten system „mierniczym przestrzeni kosmicznej”, gdyż wyznacza on z dużą precyzją orbity satelitów. DORIS jest także ziemskim systemem pozycjonowania. Jest wykorzystywany na satelitach altimetrycznych i teledetekcyjnych, więc służy pośrednio do wyznaczania kształtu i rozmiarów Ziemi m.in. poprzez badanie poziomu mórz i pola siły ciężkości. System ten dostarcza danych do badań w zakresie geodezji, geofizyki, a także dla innych dziedzin.

## Twórcy DORIS
Pomysłodawcą i twórcą systemu DORIS była francuska agencja kosmiczna CNES (Centre National d'Etudes Spatiales). Jej partnerami zostali:
- IGN (Institut Géographique National) – francuski narodowy instytut geografii,
- GRGS (Groupe de Recherches de Géodésie Spatiale) – instytut kosmicznych badań geodezyjnych.

## Satelity z systemem DORIS
1. SPOT 2 - wystrzelony 22 czerwca 1990 r. na wysokość 830 km, satelita teledetekcyjny,
2. Topex/Poseidon – wystrzelony 10 sierpnia 1992 r. na wysokość 1336 km, satelita altimetryczny,
3. SPOT 3 – wystrzelony 26 września 1993 r. na wysokość 830 km (zaprzestał działania 14 listopada 1997 r.), satelita teledetekcyjny,
4. SPOT 4 – wystrzelony 24 marca 1998 r. na wysokość 830 km, satelita teledetekcyjny,
5. Jason-1 – wystrzelony 7 grudnia 2001 r. na wysokość 830 km, satelita altimetryczny,
6. Envisat – wystrzelony 1 marca 2002 r. na wysokość 800 km, satelita altimetryczny,
7. SPOT 5 – wystrzelony 4 maja 2002 r. na wysokość 830 km, satelita teledetekcyjny,
8. Jason-2 (Ocean Surface Topography Mission) – wystrzelony 20 czerwca 2008 na wysokość 1335 km, satelita altimetryczny,
9. CryoSat-2 – wystrzelony 8 kwietnia 2010 na wysokość 727 km, satelita altimetryczny,
10. HY-2A – wystrzelony 15 sierpnia 2011 na wysokość 970 km, satelita altimetryczny,
11. SARAL – wystrzelony 25 lutego 2013 na wysokość 800 km, satelita altimetryczny.

## Budowa systemu DORIS
System DORIS został pomyślany tak, aby zapewniać dokładność wyznaczenia położenia rzędu jednego centymetra. Dokładność tę gwarantują następujące trzy składniki systemu:
- wysoce stabilny oscylator,
- sieć więcej niż 50 stacji naziemnych,
- dwie częstotliwości.

Wysoką stabilność częstotliwości fali można porównać do stabilności zegara, który w ciągu ludzkiego życia pospieszy się o 0,2 milisekundy (dla porównania dobry zegarek na rękę w ciągu ludzkiego życia pospieszy się o godzinę). Daje to pewność, że nadawana częstotliwość jest zawsze taka sama i pozwala wyznaczać położenie satelity na orbicie, korzystając ze zjawiska Dopplera, z dokładnością kilku centymetrów.
Ważne dla pomiarów systemu Doris jest ciągłe śledzenie satelitów przez stacje naziemne. Jest ono zapewnione przez sieć 60 stacji rozmieszczonych na całej Ziemi. Do zorganizowania takiej sieci była konieczna współpraca ponad trzydziestu krajów. Stacje naziemne, w odróżnieniu od systemu GPS, nadają sygnał, zaś satelity go odbierają.
Sygnał jest wysyłany na dwóch częstotliwościach radiowych. Fale radiowe wybrano ze względu na to, że umożliwiają pomiary przy każdej pogodzie, przenikają przez chmury, co nie jest możliwe dla fal świetlnych. Przy doborze częstotliwości brano pod uwagę wpływy zjonizowanych górnych warstw atmosfery. Fale o wyższych częstotliwościach są mniej wrażliwe na zakłócenia w jonosferze, więc główną częstotliwością pomiarową jest w systemie Doris 2036,25 MHz. Druga częstotliwość – 401,25 MHz służy do korekcji błędów.
Na satelicie znajduje się odbiornik mierzący prędkość radialną, wysoce stabilny oscylator oraz wielokierunkowa antena. Pomiar dopplerowskiej zmiany częstotliwości nadawanej przez stacje naziemne odbywa się co 10 sekund. Dotychczas wyprodukowano już trzy generacje odbiorników (wszystkie kompatybilne z naziemnymi nadajnikami). Postęp w dziedzinie elektroniki i miniaturyzacja pozwoliły na czterokrotne zmniejszenie wagi i rozmiaru odbiornika. Bieżąca generacja odbiorników waży zaledwie 1,5 kilograma i zajmuje objętość 1,5 litra. Instrumenty pierwszej generacji wykonywały tylko jeden pomiar w danym czasie, drugiej i trzeciej generacji mogą wykonywać równocześnie dwa pomiary. Dzięki temu satelita może odbierać sygnał z większej ilości odbiorników w swoim polu widzenia.
Stacja naziemna składa się z nadajnika, wielokierunkowej anteny oraz stacji meteorologicznej, mierzącej ciśnienie atmosferyczne, temperaturę oraz wilgotność powietrza. Nadajnik wysyła sygnały na dwóch ww. częstotliwościach. Niższa częstotliwość jest modulowana, dzięki czemu odbiornik na satelicie otrzymuje informacje o tym, z którego nadajnika otrzymał sygnał, dane do synchronizacji czasu, dane meteorologiczne, itp.

## Zadania DORIS
System Doris ma za zadanie wspieranie m.in. badań geodezyjnych i geofizycznych poprzez dostarczanie im danych. Może być używany na różnych polach: do wyznaczania orbit, badania pola grawitacyjnego Ziemi i jej ruchu obrotowego, precyzyjnego wyznaczania pozycji na Ziemi oraz nawigacji satelitarnej.
Na przestrzeni prawie piętnastu lat działania systemu Doris dokładność wyznaczenia orbity wzrosła dziesięciokrotnie.
Rozwijająca się ciągle służba IDS (International Doris Service) umożliwia badanie kształtu i rozmiarów Ziemi, poprzez pomiary altimetryczne.

## Kontrola systemu i opracowywanie wyników
Służbą, która zajmuje się kontrolą systemu Doris i zarządzaniem danymi jest IDS (International Doris Service). Formalnie działa ona od 1 lipca 2003 r., wcześniej była w fazie pilotażowej.
Satelity przesyłają w regularnych odstępach czasu zebrane z pomiarów dane do SSALTO (Segment Sol multimissions d'ALTimétrie, d'Orbitographie), czyli do centrum analiz Doris w Tuluzie we Francji. Centrum to opracowuje wyniki pomiarów, oblicza orbity satelitów mających instrument Doris oraz przechowuje i rozprowadza dane oraz produkty powstałe na podstawie danych. Są to między innymi:
- współrzędne stacji naziemnych,
- geocentrum i skala dla ziemskich systemów odniesienia,
- informacje o jonosferze,
- efemerydy precyzyjne satelitów z systemem Doris,
- parametry ruchu obrotowego Ziemi.

Od dziewiczej misji w roku 1990 system Doris wykonał ponad 50 milionów pomiarów dla różnych naukowych celów.